# 本願寺 (品川区)
本願寺（ほんがんじ）は、東京都品川区にある浄土宗の寺院。

## 概要
1606年（慶長11年）、称誉光幽によって開山された。元々は鷺之森（現・東京都大田区大森東）に位置していたが、その後、江戸市内を転々とし、1661年（寛文元年）に現在地に移転した。
1945年（昭和20年）の空襲で、山門以外の建物を焼失し、後に再建された。
かつて、最上寺との間に「了福寺」という寺があったが、廃寺となったため、旧了福寺境内を最上寺と分割し編入した。

## 交通アクセス
- 白金台駅より徒歩8分。